# 疏毛绣线菊
疏毛绣线菊（学名：Spiraea hirsuta），为蔷薇科绣线菊属下的一个种，是一种罕见的植物。

## 扩展阅读
維基物種上的相關：疏毛绣线菊